# Kinkerstraat

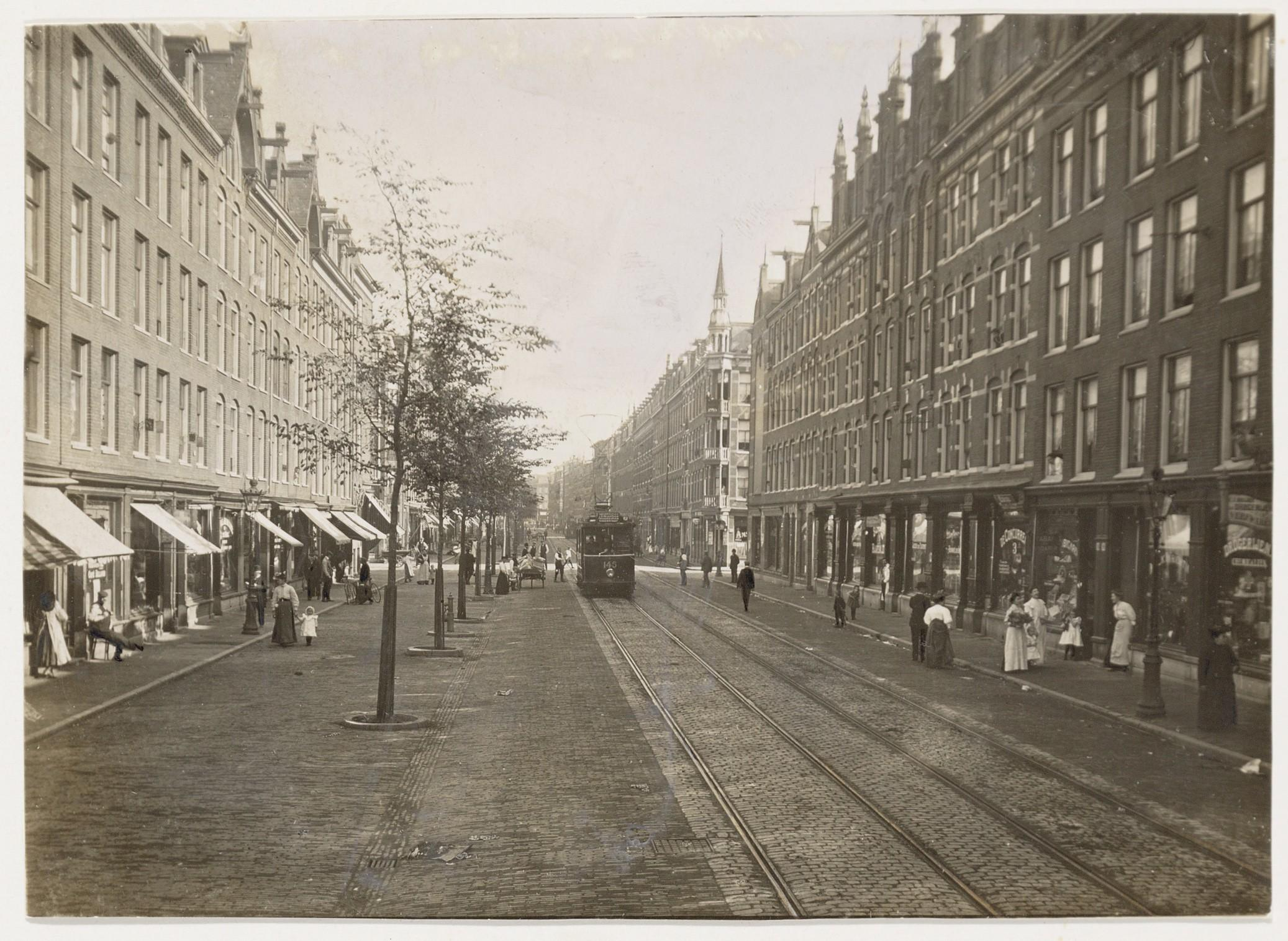
De Kinkerstraat in 1908

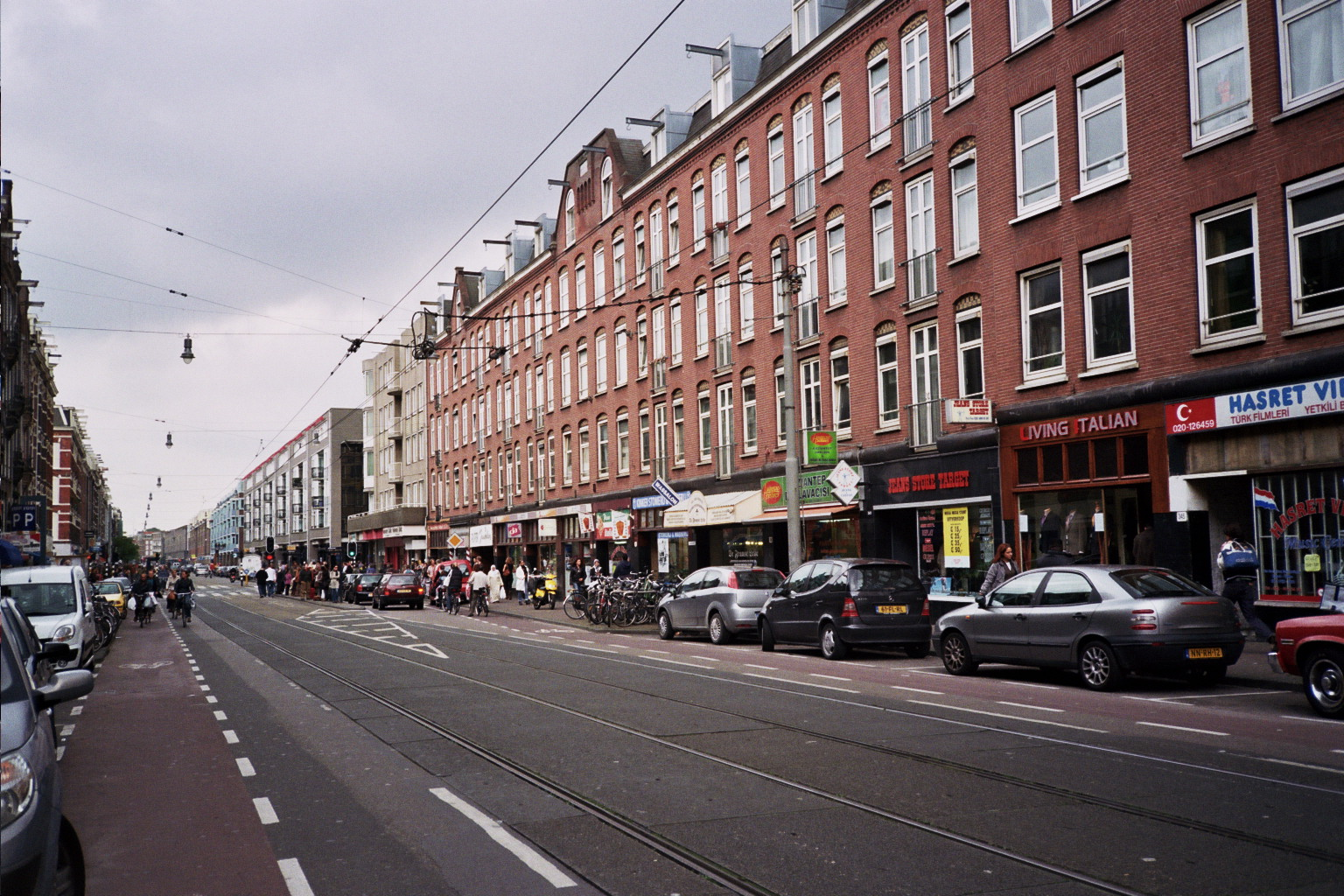
De Kinkerstraat

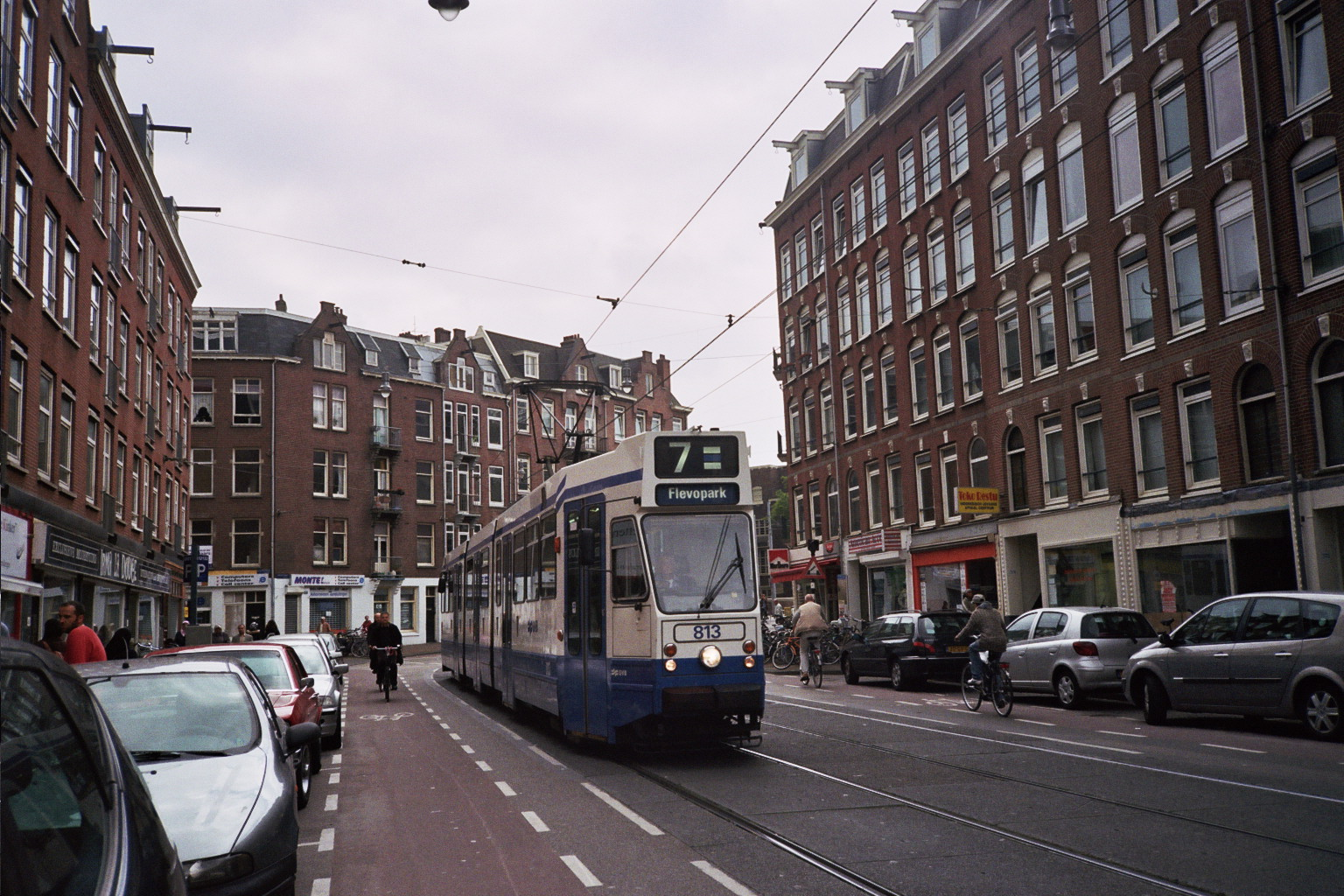
Tramlijn 7 in de Kinkerstraat

De Kinkerstraat is een straat in Amsterdam-West, onderdeel van de Kinkerbuurt. De straat is in 1881 genoemd naar de dichter en advocaat Johannes Kinker (1764-1845).
De straat ligt in het verlengde van de Elandsgracht aan de rand van het centrum en loopt van de Nassaukade tot aan de Kostverlorenvaart, waar de Kinkerbrug de verbinding vormt met de Postjesweg.
De aanleg van de straat en de bouw van huizen begon rond 1880 na de industriële revolutie waardoor de stad moest uitbreiden waarbij de Kwakerspoel werd gedempt. De straat volgt grotendeels een oude vrijwel rechte sloot maar maakt bij de Kosverlorenvaart een bocht naar rechts waar de oude sloot een bocht naar links maakte.    
Tijdens de oorlog woonde SS'er Jan Boogaard bij zijn moeder in aan de Kinkerstraat. De mislukte overval op het Huis van Bewaring Weteringschans, door Boogaard verraden, mondde uit in de arrestatie van verzetsstrijder Johannes Post in de Kinkerstraat. Onder meer de SD'er Willy Lages was hierbij aanwezig.
Halverwege de straat is de markt in de Ten Katestraat. De straten in de omgeving werden genoemd naar schrijvers en dichters.
Sommige woonblokken aan de zuidzijde van de straat zijn vanwege hun slechte staat in de jaren 1970 en 1980 afgebroken en, in het kader van de stadsvernieuwing, door nieuwbouw vervangen.
Sinds 1905 rijdt tramlijn 7 door de straat. In 1914 kwam lijn 17 er bij en in 1921 lijn 23. Met een onderbreking van 1956 tot 1962, toen lijn 17 (en van 1960-1962 ook lijn 18) als buslijn werd geëxploiteerd, is de lijn hier gebleven, evenals lijn 7, die nu al ruim een eeuw een vaste verschijning in de Kinkerstraat is gebleven. Van de winterdienst 1962 tot de winterdienst van 1971 reed hier ook nog lijn 27 als spitstramlijn.

## Trivia
- Johan Cruijff had vanaf 1969 op de Kinkerstraat 12A een schoenenzaak.[2]